# کلاریسا وارد
کلاریسا وارد (انگلیسی: Clarissa Ward؛ زادهٔ ۳۱ ژانویهٔ ۱۹۸۰) روزنامه‌نگار و خبرنگار آمریکایی است. وی در حال حاضر خبرنگار شبکه خبری سی‌ان‌ان است. وی از سال ۲۰۰۳ میلادی تاکنون مشغول فعالیت بوده و پیش‌تر با شبکه‌های سی‌بی‌اس نیوز و ای‌بی‌سی نیوز همکاری می‌کرد.
پارد در سال ۲۰۱۲ برندهٔ جایزه پیبادی شد.